# Phycus minutus
Phycus minutus är en tvåvingeart som beskrevs av Lyneborg 2003. Phycus minutus ingår i släktet Phycus och familjen stilettflugor.
Artens utbredningsområde är Sri Lanka. Inga underarter finns listade i Catalogue of Life.